# Ралте
Ралте (нід. Raalte, нід. вимова: [ˈraːltə] ( прослухати)) — місто і муніципалітет у Нідерландах, у провінції Оверейсел.

## Визначні мешканці
- Ян Смекенс (нар. 1987) — нідерландський ковзаняр, срібний призер зимових Олімпійських ігор 2014.

## Галерея

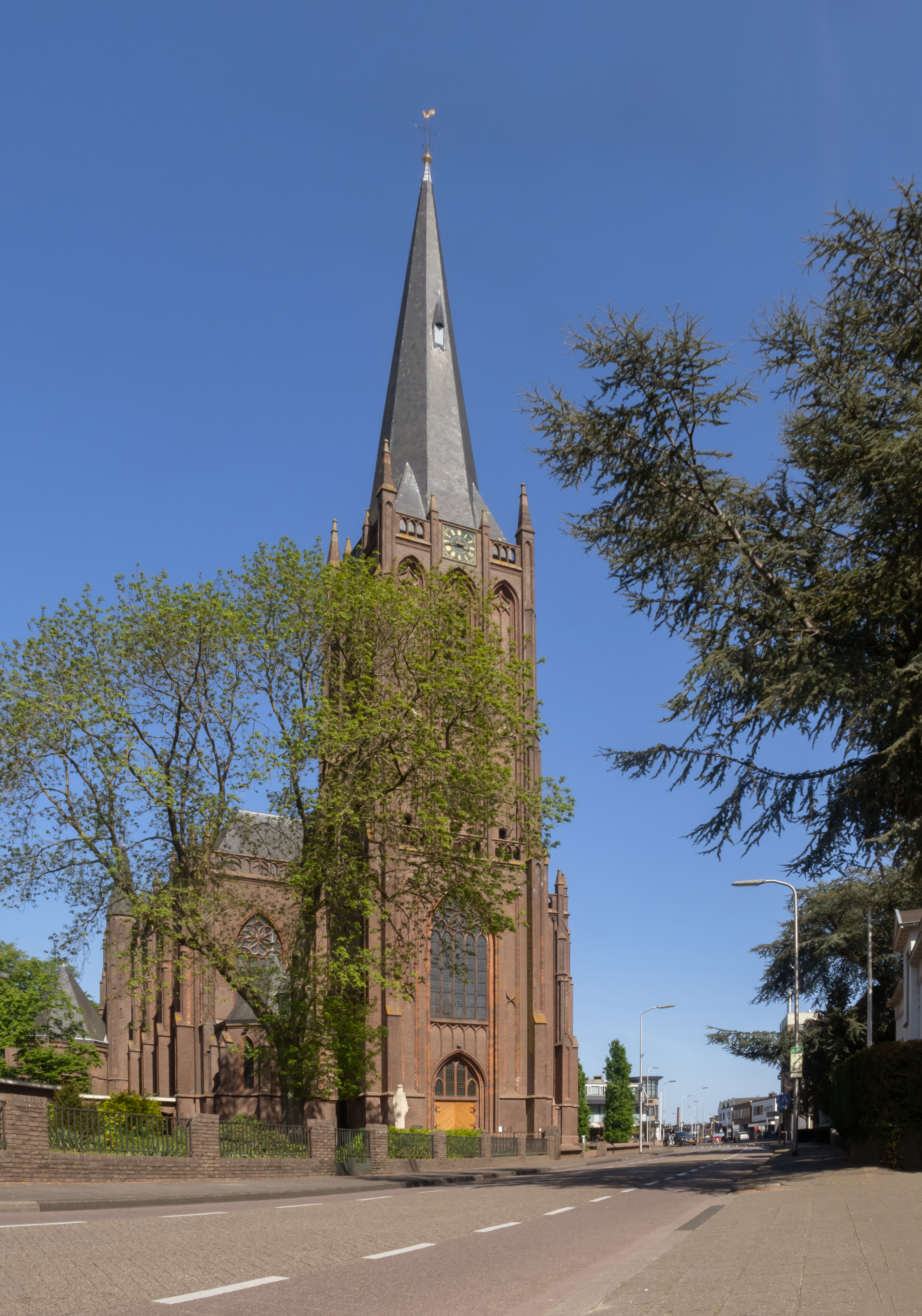
Церква у Ралте
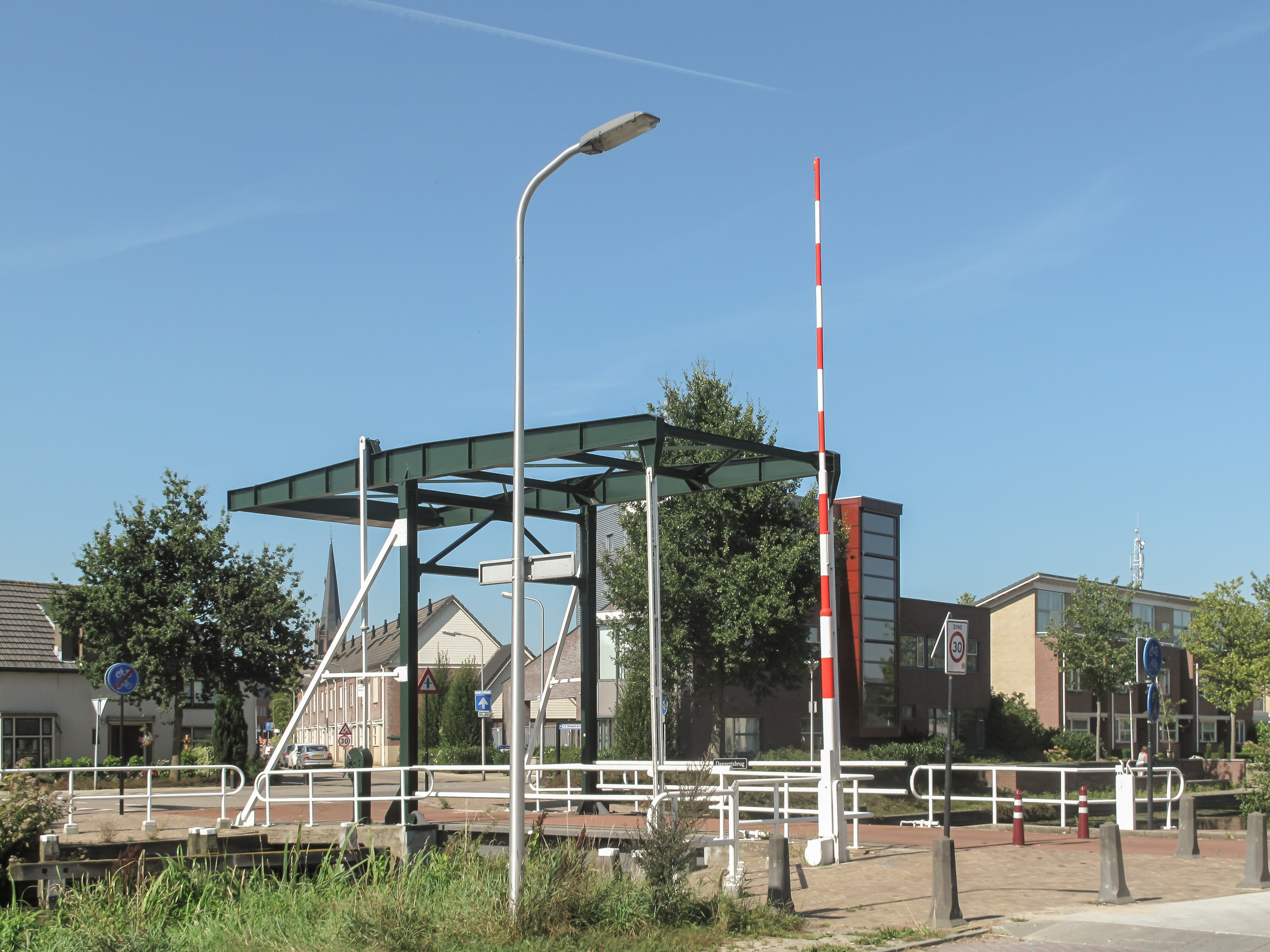
Розвідний міст у Ралте
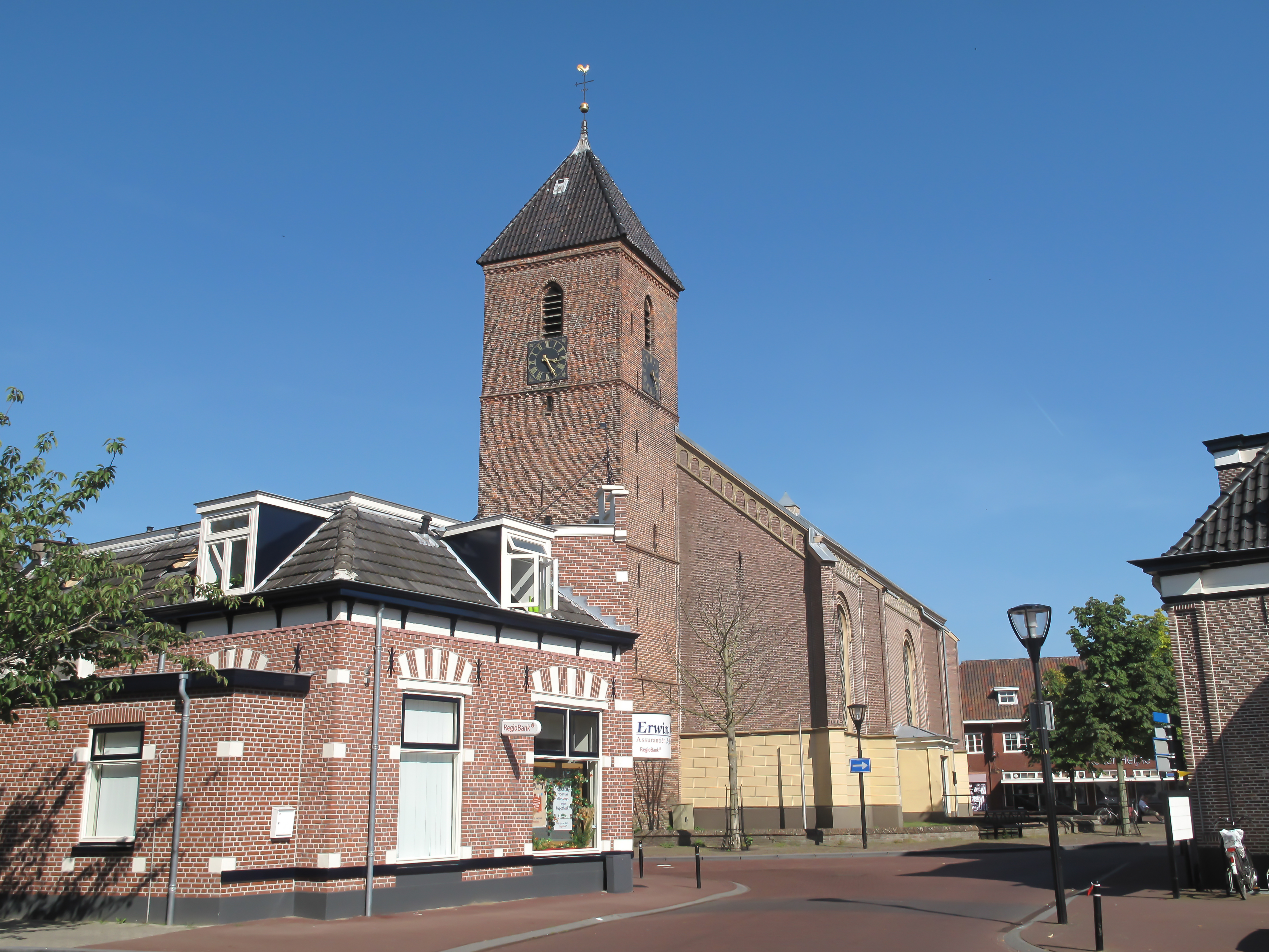
Ремофрмистська церква у Гейно
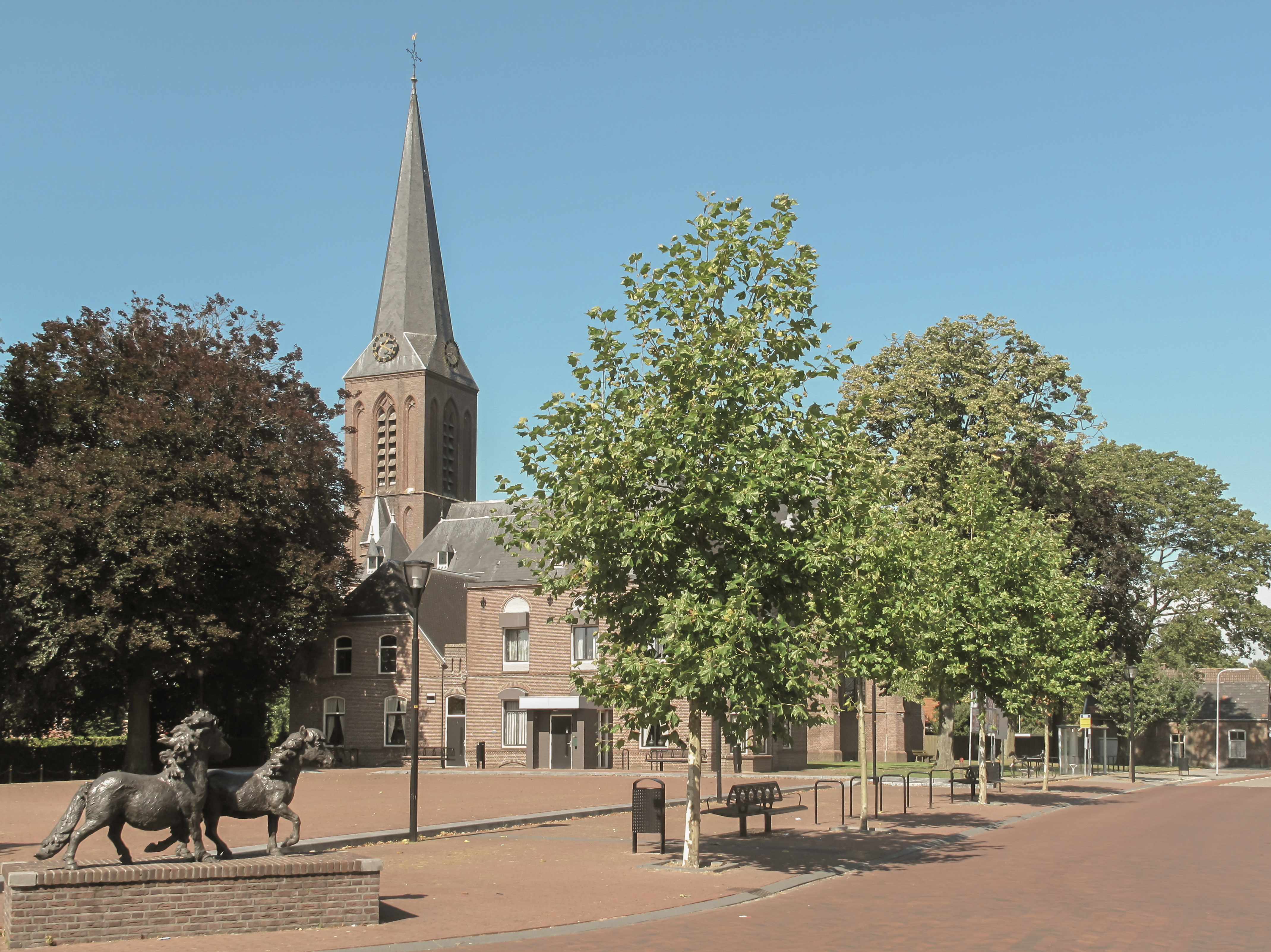
Церква у Гетені
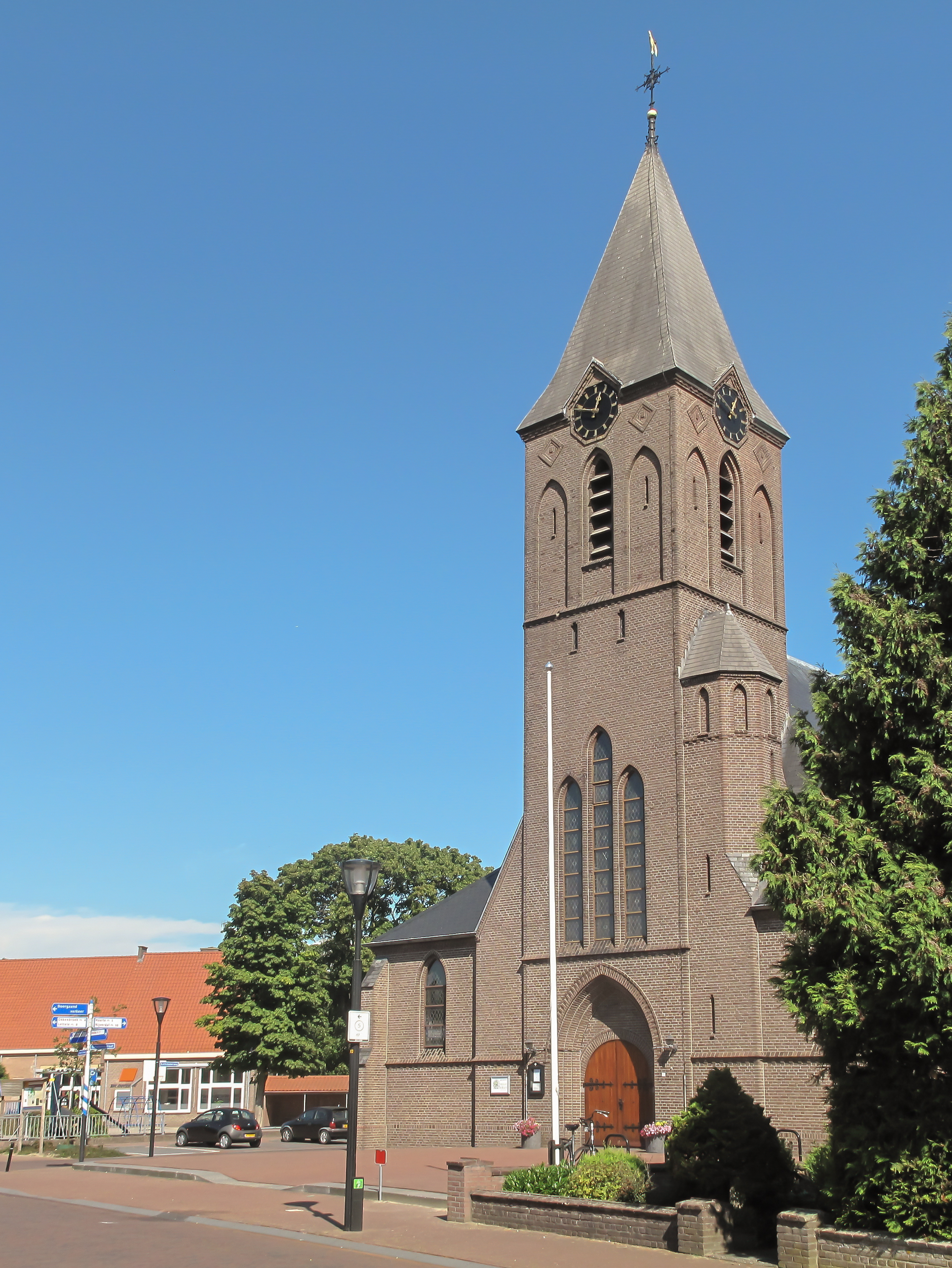
Церква св. Йосипа у Ню-Гетені